# Panchlora quadripunctata
Panchlora quadripunctata är en kackerlacksart som beskrevs av Stoll 1813. Panchlora quadripunctata ingår i släktet Panchlora och familjen jättekackerlackor. Inga underarter finns listade i Catalogue of Life.